# Architectuurfotografie

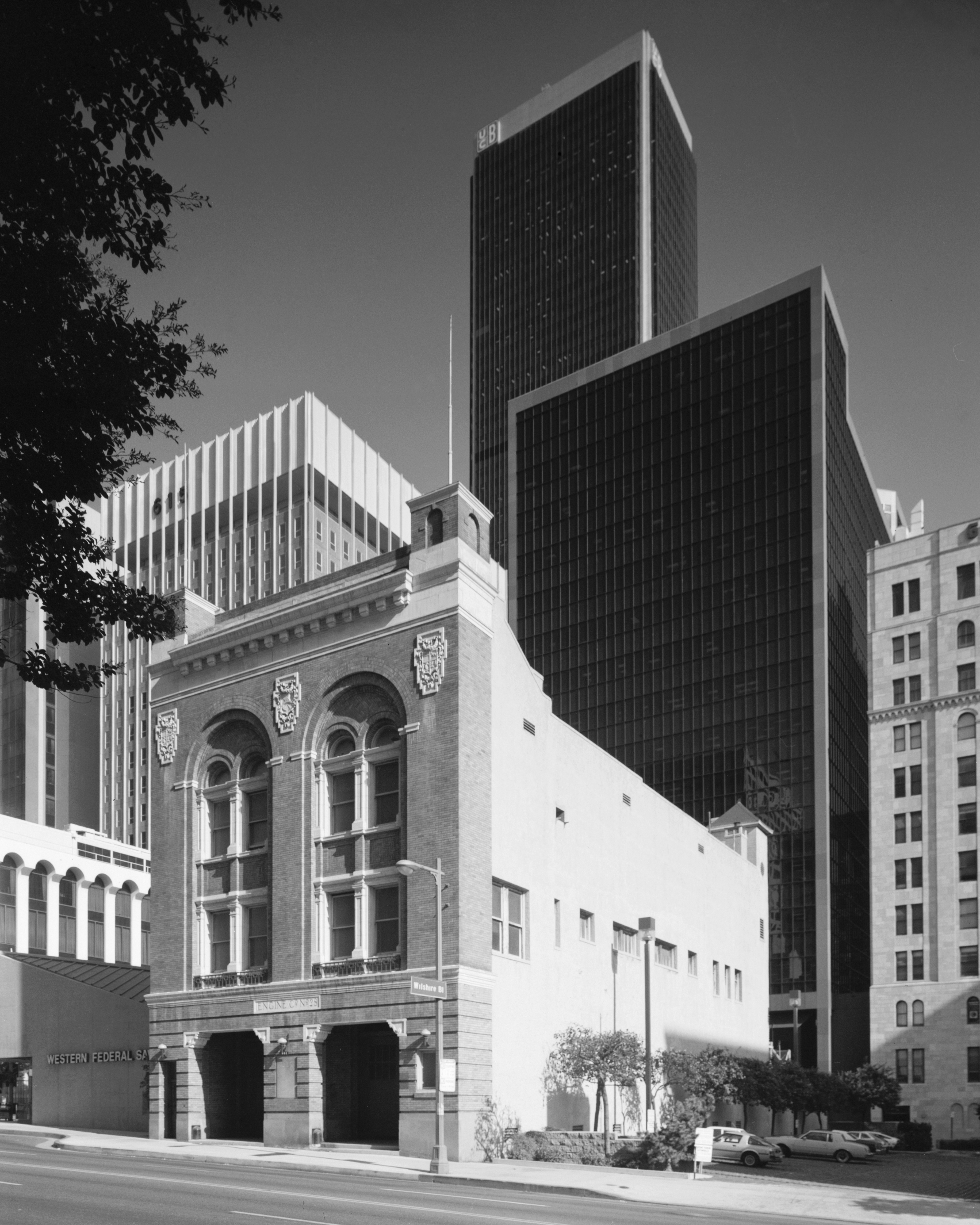
Een brandweerkazerne in Los Angeles. Foto van Julius Shulman uit 1980.

Architectuurfotografie is een genre in de fotografie. Het is het fotograferen van bouwwerken en door de mens gecreëerde omgevingen. Architectuurfotografen proberen hun onderwerp zo accuraat mogelijk weer te geven en tegelijkertijd een mooi beeld te maken.

## Geschiedenis

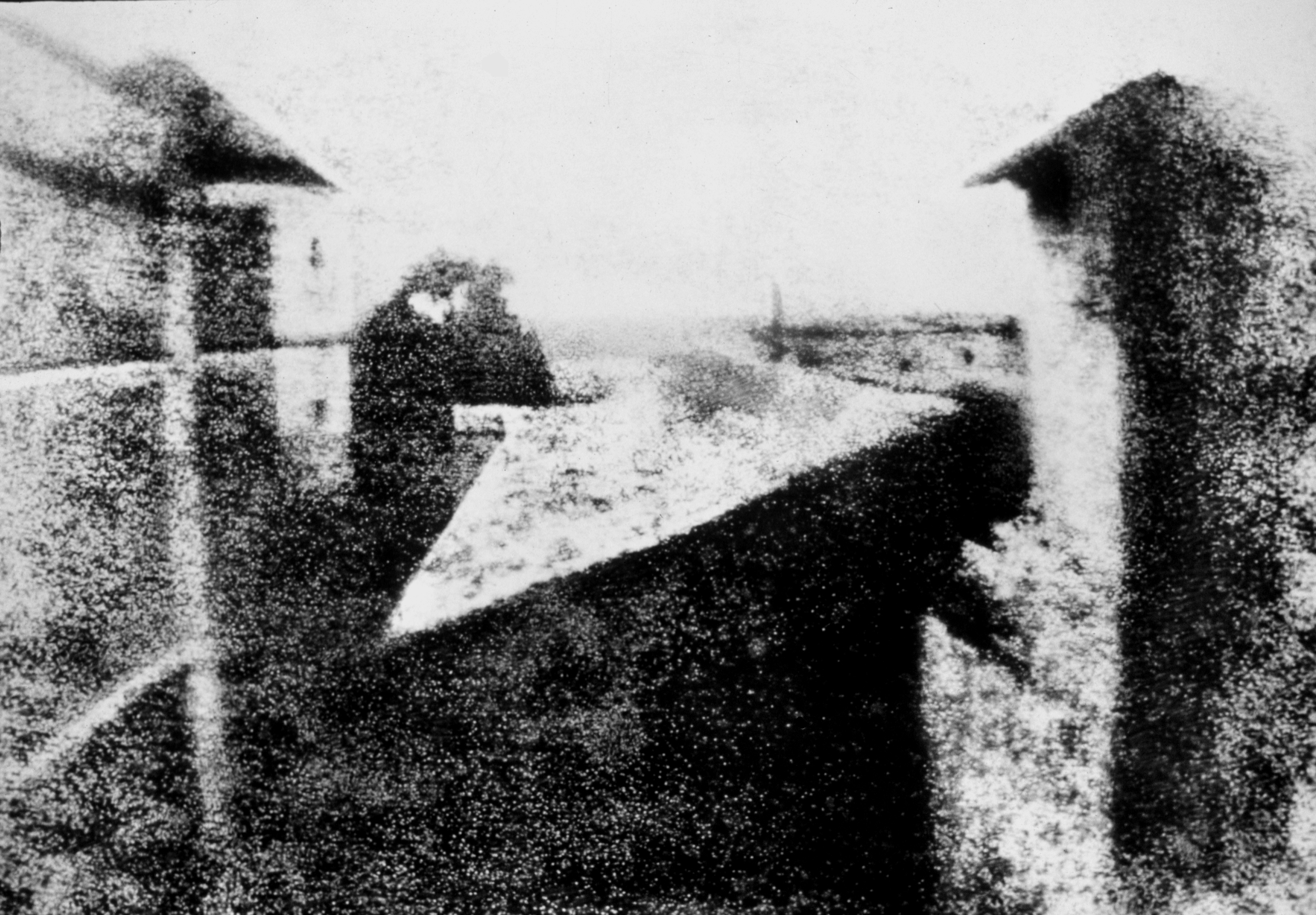
Uitzicht vanuit het raam in Le Gras, Joseph Nicéphore Niépce

In 1826 was het de Fransman Nicéphore Nièpce (1765-1833) die de eerste architectuurfoto  maakte. Nièpce fotografeerde de omgeving van zijn huis In Saint-Loup-de-Varennes. Deze foto is tevens de oudste foto die bewaard is gebleven. Negentiende-eeuwse fotografen kozen vaak architectuur tot onderwerp omdat het tegemoet kwam aan de lange belichtingstijd. In Nederland was de Maatschappij tot Bevordering der Bouwkunst een belangrijke initiatiefnemer van architectuurfotografie. In 1859 gaf deze vakvereniging voor architecten de eerste gedocumenteerde opdracht voor een architectuurfoto. Een belangrijke opdrachtgever voor architectuurfotografen was P.J.H. Cuypers die veelvuldig gebruik maakte van foto's voor bouwwerken en deze ook veelvuldig liet fotograferen.
Aanhangers van de Nieuwe Fotografie fotografeerden bij voorkeur de architectuur van het nieuwe bouwen en industriële complexen.

## Technieken
Typisch aan architectuurfotografie is het gebruik van een gecontroleerd perspectief: verticale lijnen worden parallel gehouden. De vertekening die normaal optreedt wanneer een foto gemaakt wordt vanuit een lagere (of hogere) positie, probeert men te voorkomen of weg te werken. Convergentie van parallelle lijnen kan vermeden worden door het brandvlak van de camera loodrecht op de grond te positioneren. Dat kan aan de hand van een technische camera, een tilt-shiftobjectief of nabewerking (zoals digitale beeldbewerking).
Traditioneel wordt een diepe scherptediepte gehanteerd, zodat zowel de voorgrond als de achtergrond scherp in beeld komen.

## Exterieur en interieur
Architectuurfotografie omvat het fotograferen van exterieurs en interieurs.

## Bekende architectuurfotografen
- Berenice Abbott
- Eugène Atget
- Bernd en Hilla Becher
- Gerrit Burg
- Filip Dujardin
- Bernard F. Eilers
- Harry Gruyaert
- Frances Benjamin Johnston
- J.A.H. Kamman
- Jaap d'Oliveira
- Cas Oorthuys
- Julius Shulman
- Hans Sibbelee
- Jan Versnel